# سلول خورشیدی فیلم نازک
سلول خورشیدی فیلم نازک (TFSC)، که سلول فتوولتائیک فیلم نازک (TFPV) نیز نامیده می‌شود، نسل دوم سلول‌های خورشیدی است که از قرار دادن یک یا چند لایه یا پوشش نازک (TF) از مواد فتوولتائیک بر روی لایه‌ای از شیشه، پلاستیک یا فلز درست می‌شود. از لحاظ تجاری سلول‌های خورشیدی فیلم نازک با استفاده از تکنولوژی‌های مختلفی ساخته می‌شوند، که از جمله متریال‌های مورد استفاده در ساخت سلول‌های فیلم نازک به تلورید کادمیوم (CdTe)، سلناید گالیوم ایندیوم مس (CIGS) و امورف و دیگر سیلیکون‌های با پوشش نازک (a-Si, TF-Si) می‌توان اشاره کرد.
ضخامت پوشش از چند نانومتر (nm) تا ده‌ها میکرومتر (µm) متفاوت می‌باشد و بسیار نازکتر از تکنولوژی قدیمی و اولین نسل سلول‌های خورشیدی سیلیکون کریستالی (c-Si) است، که از ویفرهای سیلیکونی تا ۲۰۰ میکرو متر استفاده می‌کند. این امر باعث می‌شود تا سلول‌های فیلم نازک انعطاف‌پذیر بوده، وزن و نیروی مقاومت هوا کمتری داشته باشد. این تکنولوژی در سیستم‌های فتوولتائیک یکپارچه با ساختمان استفاده می‌شود و همچنین به عنوان مواد نیمه شفاف شیشه‌ای فتوولتائیک برای پوشاندن پنجره‌ها مورد استفاده قرار می‌گیرد. در دیگر کاربردهای تجاری سلول‌های فیلم نازک میان دو صفحهٔ شیشه‌ای قرار می‌گیرند، و به صورت پنل‌های خورشیدی در برخی از یزرگترین نیروگاه‌های برق فتوولتائیک جهان مورد استفاده می‌شوند.
تکنولوژی فیلم نازک از تکنولوژی قدیمی c-Si ارزان‌تر است ولی کارامدی کمتری نسبت به آن دارد. اما در طول سال‌ها اخیر کارامدی و بازده فیلم‌های خورشیدی به صورت چشمگیری ارتقاء یافته‌است، و کارامدی سلول آزمایشگاهی ساخته شده از CdTe و CIGS به ۲۰ درصد رسیده‌است و اکنون با پلی سیلیکون، که در حال حاضر در بیشتر اتصالات PV مورد استفاده قرار می‌گیرد، هم تراز می‌باشد. علی‌رغم این واقعیت‌ها، سهم فیلم نازک از بازار هیچ‌گاه به بیش از ۲۰ درصد در طول دو دههٔ اخیر نرسید و در سال‌های اخیر نیز در حال کاهش بوده‌است و به حدود ۹ درصد تولیدات فتوولتائیک در سرتاسر جهان در سال ۲۰۱۳ رسیده‌است. دسته‌ای از فیلم نازک که در مراحل اولیه تحقیقات و در حال پیشرفت هستند یا از لحاظ تجاری دسترسی محدودی به آن‌ها وجود دارد، اغلب به عنوان تکنولوژ ی‌های در حال ظهور یا نسل سوم سلول‌های فتوولتائیک طبقه‌بندی می‌شوند، که شامل سلول‌های خورشیدی پلیمری، رنگ-حساس، ارگانیک و نقاط کوانتومی، سولفید قلع روی مس، نانو کریستال، میکرومورف و سلول‌های خورشیدی پروسکات می‌باشد.

## تاریخچه
فیلم‌های نازک خورشیدی از اواخر دههٔ ۱۹۷۰، هم‌زمان با ظهور ماشین حساب‌های خورشیدی که با لایهٔ باریکی از سیلیکون امورف کار می‌کردند در بازار ظاهر شدند. در حال حاضر فیلم‌های نازک خورشیدی در اندازه و ماژول‌های بسیار بزرگ در اتصالات سیستم‌های فتوولتاییک یکپارچه با ساختمان و سیستم‌های شارژ اتومبیل مورد استفاده قرار می‌گیرد. انتظار می‌رود در دراز مدت، تکنولوژی PV خورشیدی فیلم نازک از دیگر تکنولوژی PV خورشیدی پیشی بگیرد، و به هدف برابری شبکه دست یابد.

## متریال
در تکنولوژی فیلم نازک میزان مواد فعال در سلول را کاهش می‌دهند. بیشتر مواد فعال میان دو صفحه شیشه‌ای قرار می‌گیرند. از آنجایی که پنل‌های خورشیدی سیلیکونی تنها یک صفحه شیشه‌ای دارند، پنل‌های فیلم نازک تقریباً دو برابر سنگین تر از پنل‌های سیلیکونی کریستالی اند، هر چند که تأثیر زیست‌محیطی کمتری دارند. (تعیین شده توسط تحلیل چرخه زندگی) اکثریت پنل‌های فیلم نازک نسبت به سیلیکون کریستالی دارای ۲ تا ۳ درصد بازده تبدیل پایین‌تری می‌باشد. تلورید کادمیوم (CdTe) سلناید گالیوم ایندیوم مس (CIGS) و سیلیکون (a-Si) سه تکنولوژی فیلم نازک اند که اغلب برای کاربردهای بیرونی استفاده می‌شوند.

### تلورید کادمیوم (CdTe)
استفاده از تلورید کادمیوم در تولید فیلم نازک برترین تکنولوژی ساخت فیلم نازک می‌باشد. در حدود ۵٪ تولیدات PV جهانی، و بیش از نیمی از بازار فیلم نازک در دست این تکنولوژی می‌باشد. کارامدی آزمایشگاهی سلولی به صورت چشمگیری در طول سال‌های اخیر افزایش یافته‌است و هم تراز با لایه نازک CIGS و نزدیک به کارامدی سیلیکون چند- کریستالی ۲۰۱۳ می‌باشد. تلورید کادمیوم همچنین دارای کمترین میزان زمان برگشت انرژی نسبت به تمامی تکنولوژی‌های تولید انبوه PV می‌باشد، و در موقعیت‌های مطلوب می‌تواند به کوتاهی هشت ماه باشد. در گزارش یک تولیدکنندهٔ برتر، شرکت آمریکای First Solar که در Tempe واقع در Arizona می‌باشد، پنل‌های تلورید کادمیوم با ۱۴درصد کارایی ۰٫۵۹ دلار برای هر وات تخمین زده شده‌است. اگر چه نگرانی محیطی در خصوص سمی بودن کادمیوم را می‌توان با بازیافت کادمیوم در انتهای دوره اش به صورت کامل برطرف کرد، هنوز تردیدهایی در خصوص این تکنولوژی وجود دارد و افکار عمومی دیدی شک گرایانه نسبت به ان دارند. کاربرد مواد کمیاب نیز ممکن است مشکلی برای زیست‌پذیری اقتصادی تکنولوژی فیلم نازک کادمیوم باشد. فراوانی تلوریم، که تلورید فرم آنیونی شدهٔ ان می‌باشد، قابل مقایسه با پلوتونیوم موجوددر پوستهٔ زمین می‌باشد و به صورت چشمگیری در هزینهٔ ماژول نقش دارد.

### مس ایندیوم گالیوم سلناید(CIGS)
ترکیبات احتمالی از عناصر گروه XI, XIII, XVI در جدول تناوبی که اثر فتوولتائیک دارند عبارتند از: مس، نقره، طلا، آلومینیم، گالیوم، ایندیوم، سیلیکون، سلنیوم، تلوریم. یک سلول خورشیدی سلنیوم گالیوم ایندیوم مس یا سلول CIGS از جاذبی استفاده می‌کند که از جنس سلنیوم، گالیوم، ایندیوم و مس می‌باشد، دیگر انواع بدون گالیوم با علامت اختصاری CIS خلاصه می‌شوند. این تکنولوژی یکی از سه جریان اصلی تکنولوژی فیلم نازک می‌باشد، دو تای دیگر تلوررید کادمیوم و سیلیکون امورف هستند، که دارای ۲۰ درصد بازده آزمایشگاهی و دارای سهمی ۲ درصدی در کل بازار PV در سال ۲۰۱۳ می‌باشند. یکی از تولیدکنندگان پنل‌های استوانه‌ای CIGS که اکنون ورشکسته شده‌است، شرکت Solyndra واقع در Fermont کالیفرنیاست. روش‌های سنتی ساخت شامل فرایند خلأ که خود شامل تبخیر حلال مشترک و پراکنش (کندوپاش) است، می‌باشد. در سال ۲۰۰۸، IBM و TOK اعلام کردند که به فرایندی جدید و بدون خلأ مبتنی بر محلول برای سلول‌های CIGS دست یافته‌اند و هدفشان بازده ۱۵ درصدی و بالاتر می‌باشد. از ماه سپتامبر ۲۰۱۴، میزان بازده تبدیل کنونی برای یک سلول CIGS آزمایشگاهی ۲۱٫۷ درصد بود.

### سیلیکون امورف(a-Si)
سیلیکون امورف (a-Si) شکلِ چند فرمی غیر کریستالی سیلیکون می‌باشد و پیشرفته‌ترین تکنولوژی فیلم نازک تا به امروز بوده‌است. در حالیکه سلول‌های خورشیدی CIS و CdTe در محیط آزمایشگاهی به صوت موفقیت آمیزی عمل کردند، هنوز توجه صنایع به سمت سلول‌های فیلم نازک بر پایهٔ سیلیکون است. تولیداتی که بر پایه سیلیکون هستند، مشکلات کمتری نسبت به تولیدات CIS و CdTe نشان می‌دهند، برای مثال مسایل مربوط به سمی بودن و رطوبت سلول‌های CdTe و تولید پایین محصول CIS در نتیجهٔ پیچیدگی مواد در ارتباط با تولیدات سیلیکونی مطرح نمی‌شود. بعلاوه، در نتیجهٔ مقاومت سیاسی برای استفاده از مواد غیر سبز در تولید انرژی خورشیدی، هیچ ایرادی در استفاده از سیلیکون استاندارد وجود ندارد. مدول‌های سیلیکونی به سه دسته تقسیم می‌شوند:
- سلول‌های سیلیکون امورف
- سلول‌های تاندوم چند کریستالی
- سیلیکون چند کریستالی فیلم نازک بر روی شیشه

#### سلول‌های سیلیکون آمورف(a-Si)
این نوع از سلول فیلم نازک بیشتر توسط تکنیک انباشت بخار شیمیایی پلاسمایی ساخته می‌شوند. در این حالت از ترکیبی گازی سیلان (SiH4) و هیدروژن برای گذاشتن لایه‌ای بسیار نازک ۱ میکرومتری (Mm) از سیلیکون روی موادی از قبیل شیشه، پلاستیک یا فلز استفاده می‌شود، این مواد از قبل با لایه‌ای از اکسید رسانای شفاف پوشیده شده‌اند. دیگر روش‌ها مورد استفاده برای گذاشتن سیلیکون آمورف بر روی مواد شامل تکنیک‌های پراکنش و سیم داغ می‌باشد. سیلیکون آمورف یک مادهٔ سلول خورشیدی جذاب می‌باشد، زیرا که ماده‌ای با فر اوانی بالا و غیر سمی است. این ماده نیازمند فرایند دمایی پایین می‌باشد و با توجه به استفاده از مواد ارزان قیمت و انعطاف‌پذیر تولیدی قابل توجهی داشته و نیازمند مواد سیلیکونی کمی می‌باشد. سیلیکون امورف محدوده‌ای وسیع از طیف نوری را جذب می‌کند، که شامل طیف‌های فراسرخ و حتی ماوراءبنفش می‌شود و در نور ضعیف بسیار خوب عمل می‌کند. این کار اجازهٔ تولید نیرو رادر اویل صبح، در اواخر بعداظهر، روزهای بارانی و ابری، به سلول می‌دهد. بر خلاف سلول‌های سیلیکون کریستالی، که هنگام مواجه با نور روز غیر مستقیم و پراکنده، به صورت چشمگیری بازده‌شان کاهش می‌یابد. بازده یک سلول a-Si در طول شش ماه اول استفاده، ۱۰ تا ۳۰ درصد کاهش دارد. این پدیده که Staebler-Wronski effect یا (SWE)نامیده می‌شود به دلیل کاهشی کلی در خروجی الکتریسیته در نتیجهٔ تغییرات در قابلیت هدایت نور و هدایت تاریکی ایجاد شده توسط مواجه طولانی با نور خورشید می‌باشد. اگرچه این کاهش با تابکاری در دما دمای ۱۵۰ درجه سانتی گراد یا بیشتر قابل بازگشت می‌باشد. سلول‌های خورشیدی c-Si سنتی، این اثر را در همان وهلهٔ اول نشان نمی‌دهند. ساختار الکترونیکی اتصال به صورت p-i-n می‌باشد. یک ساختار p-i-n معمولاً در مقابل یک ساختار n-i-p مورد استفاده قرار می‌گیرد. این امر به این دلیل است که تحرک الکترون‌ها درa-Si:H معمولاً ۱ تا ۲ مرتبه بزرگی بالاتر ی از حرکت حفره‌ها دارد، و بنابراین سرعت حرکت وگردآوری الکترون‌ها از ارتباط نوع n- به p-، بهتر از حرکت حفره‌ها از ارتباط نوع p- به n- می‌باشد؛ بنابراین لایه نوع p- باید در بالا قرار گیرد جایی که شدت نور قویتر باشد.

#### سلول‌های تاندوم چند کریستالی(Tandem-cell using a-Si/Mm-Si)
سلول‌های چندگانه با استفاده از سیلیکون غیر متبلور (کریستالی) و سیلیکون میکرو غیر متبلورهستند. لایه سیلیکون آمورف می‌تواند با لایه‌های چند شکلی سیلیکون ترکیب شود تا سلول فتوولتائیک چند اتصالی تولید شود. هنگامی که تنها دو لایه (دو اتصال p-n) با یکدیگر ترکیب شوند، سلول چند گانه نامیده می‌شود. با قرار دادن این لایه‌ها بر روی سلول دیگری، محدودهٔ وسیعتری از طیف نوری جذب می‌شود، که بازده کلی سلول را افزایش می‌دهد. در سیلیکون میکرو امورف، لایه‌ای از سیلیکون میکرو کریستال (Mc-Si) با سیلیکون امورف ترکیب شده، و یک سلول چندگانه تشکیل می‌شود. لایهٔ بالایی a-Si نور قابل رویت را جذب می‌کند، و لایه پایینی Mm-Si طیف فروسرخ را جذب می‌کند. مفهوم سلول میکرومورف در موسسه(IMT)در دانشگاه Neuchâtel سوییس معرفی و ثبت شد، رکورد جهانی جدیدبرای مدول‌های PV بر پایهٔ مفهوم میکرو موررف، بازده ۱۲٫۲۴٪ بوده‌است که در ژوئیه ۲۰۱۴ تأیید شد. به دلیل اینکه تمام لایه‌ها از سیلیکون ساخته شده‌اند، انهارا می‌توان با استفاده از روش PECVD تولید کرد. لایه c-Si می‌تواند نور قرمز و مادون قرمز را جذب کندو بهترین بازده در انتقال میان c-Si و a-Si بدست آید. به دلیل اینکه سیلیکون نانو کریستال (nc-Si) دارای شکاف یکسانی با c-Si می‌باشد، می‌توان c-Si را با nc-Si جایگزین کرد.

#### سیلیکون پلی کریستالین بر روی شیشه(CSG)
تلاشی نو در ادغام مزیت‌های سیلیکون حجمی با فیلم نازک، سیلیکون پلی کریستالین بر روی شیشه نامیده می‌شود. این نمونه‌ها بوسیلهٔ قرار دادن پوششی ضد انعکاس و تزریق سیلیکون به ماده‌ای با بافت شیشه‌ای با استفاده از انباشت بخار شیمیایی پلاسمایی (PECVD) تولید می‌شوند. بافت شیشه، بازده سلول را تقریباً ۳٪ افزایش می‌دهد. لایه سیلیکون بوسیلهٔ تابکاری در دمای ۶۰۰–۴۰۰ سلسیوس متبلور شده و سیلیکون پلی کریستالین تشکیل می‌شود. سیلیکون کریستالین روی شیشه (CSG) که در ان سیلیکون پلی کریستالین ۲–۱ میکرو متر می‌باشد، به دلیل ثبات و دوامش شهرت خاصی دارد؛ استفاده از تکنیک‌های فیلم نازک در صرفه جویی هزینه‌ها نسبت به فتوولتائیک‌های حجیم تأثیر به سزایی دارد. این نمونه‌ها نیاز به اکسید رسانای شفافی ندارند. این امر فرایند تولید را دو برابر می‌کند. نه تنها این مرحله را می‌توان حذف کرد، بلکه عدم حضور این لایه فرایند ساخت یک طرح ارتباطی را ساده‌تر می‌کند. این ساده‌سازی‌ها، هزینهٔ تولید را کاهش می‌دهد. علی‌رغم مزیت‌های بیشمار نسبت به طرح جایگزین، تخمین هزینه تولید در هر پایه واحد سطح نشان می‌دهد که این مدول‌ها قابل مقایسه با سلول‌های فیلم نازک امورف تک اتصالی هستند.

### سلول‌های فیلم نازک گالیوم ارسناید(GaAs)
مواد نیمه ر سانای گالیوم ارسناید (GaAs) در سلول‌های خورشیدی لایه نازک تک کریستالی استفاده می‌شود. اگرچه سلول‌های GaAs بسیار گران هستند، آن‌ها دارای بهترین بازده در سطح جهانی می‌باشند. بازده سلول خورشیدی تک اتصالی ۲۸٫۸٪ می‌باشد. GaAs بیشتر در سلول‌های فتوولتائیک چند اتصالی برای پنل‌های خورشیدی در فضا پیماها استفاده می‌شود، زیرا که صنایع برای نیروی خورشیدی مبتنی بر فضا بازده را به قیمت ترجیح می‌دهند. آن‌ها همچنین در فتوولتائیک‌های متمرکز شده (CPV, HCPV) تکنولوژی نو ظهوری که مناسب مکان‌هایی با میزان نور بالا ست، و در آن با استفاده از عدسی‌ها نور را متمرکز می‌کنند، مورد استفاده قرار می‌گیرند.

## فتوولتائیک‌های نوظهور
لابراتوار انرژی‌های تجدید پذیر (NREL) تعدادی از تکنولوژی‌های ساخت فیلم نازک را به عنوان فتوولتائیک‌های نوظهور طبقه‌بندی کرده‌است که بیشتر این فتوولتائیک‌های نوظهور هنوز روانهٔ بازار نشده‌اند و همچنان در مرحلهٔ بررسی‌اند. در بسیاری از آن‌ها از مواد ارگانیک استفاده می‌شود. علی‌رغم این حقیقت که بازده‌ای آن‌ها پایین بوده و ثبات مواد جذاب اغلب برای کاربردهای تجاری بسیار کم می‌باشد، سرمایه‌گذاری‌های بسیاری به امید تولید سلول‌های خورشیدی با بازدهٔ بالا و هزینهٔ کم بر روی این تکنیک‌ها انجام شده‌است. فتوولتائیک‌های نوظهور، که اغلب سلول‌های فتوولتائیک نسل سوم نامیده می‌شوند، شامل
- سلول‌های خورشیدی ارگانیک
- سلول‌های خورشیدی پلیمری
- سلول‌های خورشیدی نقطه کوانتومی
- سلول‌های خورشیدی رنگ مصنوعی
- سلول خورشیدی پروسکایت(perovskite)

دستاوردهای تحقیقِ در زمینه پروسکایت توجه زیادی را به خود جلب کرد، زیرا که بازده تحقیقاتی آن‌ها در سال‌های اخیر به ۲۰ درصد رسیده‌است.

## بازده سلول خورشیدی

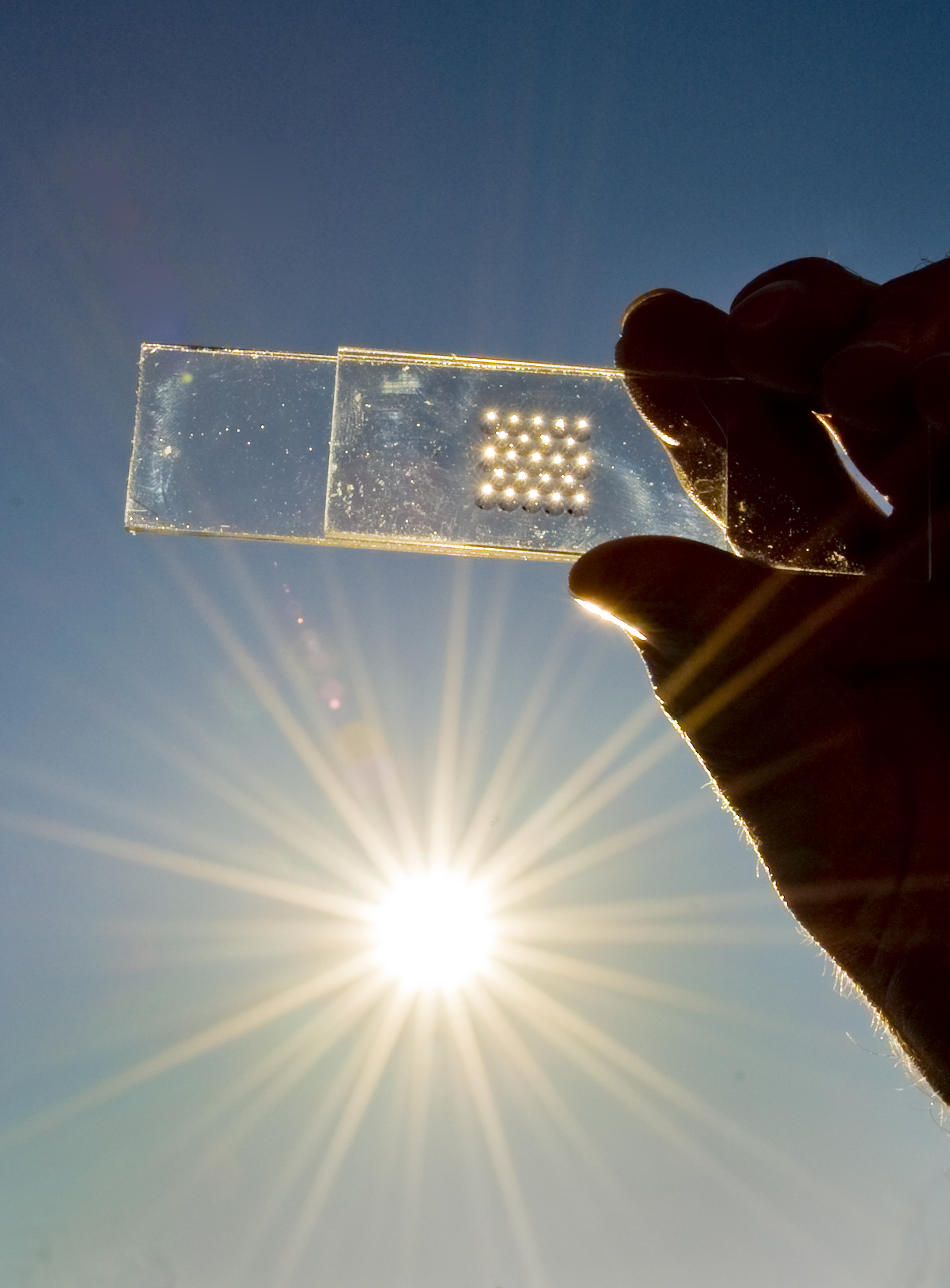

از زمان اختراع اولین سلول خورشیدی سیلیکونی مدرن در سال ۱۹۵۴، پیشرفت‌های زیادی منجر به تولید نمونه‌هایی با قابلیت تبدیل ۱۲تا ۱۸ درصد تابش خورشیدی به انرژی الکتریکی شده‌است. سلول‌های ساخته شده از مواد ذکر شده کارامدی کمتری نسبت به سیلیکون حجمی دارد، اما برای تولید هزینهٔ کمتری دارند. عملکرد و پتانسیل مواد فیلم نازک بالاست، بازده سلول‌های به دست آمده ۱۲تا ۲۰ درصد، بازده ماژول‌های نمونه اولیه ۷ تا ۱۳ درصدوبازده نمونه‌های تولیدی در محدودهٔ ۹درصد می‌باشد. نمونه اولیه فیلم نازک با بهترین بازده تولید ۲۰٫۴ درصد (اولین خورشیدی) می‌باشد، که با بهترین بازده نمونه سلول خورشیدی با بازده ۲۵٫۶ از Panasonic قابل مقایسه می‌باشد. NREL پیش‌بینی کرده‌است که هزینه‌ها تا زیر ۱۰۰ دلار در هر متر مربع حجم تولید کاهش می‌یابد و بعداً به ۵۰ دلار در هر متر مربع می‌رسد.

## جذب نور سلول
چندین تکنیک برای افزایش میزان نور ورودی به سلول و کاهش میزان نور گریزی بدون جذب، مورد استفاده قرار گرفته‌است. مشخص‌ترین تکنیک، کاهش پوشش ارتباطی بالای سطح سلول، کاهش منطقه‌ای که مانع رسیدن نوربه سلول می‌شود، می‌باشد. نورها با طول موج بلند که به صورت ضعیفی جذب می‌شوند می‌توانند به صورت مورب به سیلیکون وارد شده و در طول لایه چندین بار برای افزایش جذب حرکت کند. پوشش‌های ضد انعکاسی می‌توانند تداخل‌های مخربی در سلول به وجود آورند. این کار از طریق تنظیمِ شاخص انکساری پوشش سطحی انجام شود. تداخل‌های مخرب، موج‌های بازتابی را حذف کرده، بنابراین تمامی نور تابشی وارد سلول می‌شود. بافت سطحی گزینه‌ای دیگر برای افزایش جذب می‌باشد، که منجر به افزایش هزینه‌ها می‌شود. با بکار بردن بافتی بر روی سطح مواد فعال، نور منعکس شده می‌تواند دوباره به سطح برگردانده شود، بنابراین، انعکاس را کاهش دهد. یک منعکس‌کنندهٔ بازگشتی بافت دار می‌تواند از فرار نور از گوشه‌های سلول جلوگیری کند. فرایندهای گرمایی می‌توانند به صورت چشمگیری کیفیت کریستال سیلیکون را افزایش دهند و در نتیجه بازده را افزایش دهند. پیشرفت‌های بیشتر در خصوص بررسی‌های هندسی می‌تواند از ابعادی بودن مواد نانو بهره ببرند. نانو سیم‌های موازی بزرگ امکان جذب طولانی را فراهم کرده‌است. اضافه کردن ذرات نانو میان نانو سیم‌ها اجازهٔ انتقال جریان را فراهم می‌کند. هندسهٔ طبیعی این ارایه‌ها سطحی بافت دار را تشکیل می‌دهد که نور بیشتری را به دام می‌اندازد.

## تولید، هزینه و بازار
با پیشرفت‌هایی در تکنولوژی سیلیکون کریستال سنتی (c-Si) در سال‌های اخیر، و کاهش قیمت پلی سیلیکون که به دنبال دوره‌ای از کمبود شدید مواد خام سیلکونی بود، فشارها بر سازندگان فیلم نازک تجاری افزایش یافت، از جمله سیلیکون لایه نازک امورف (a-Si)، تلورید کادمیوم (CdTe) و مس ایندیوم گالیوم دی سلناید (CIGS)، که منجر به ورشکستگی چندین شرکت شد. از سال ۲۰۱۳، سازندگان فیلم نازک با رقابت قیمت از سوی پالایشگاه‌های سیلیکون چینی و تولیدکنندگان پنل‌های خورشیدی سنتی c-Si مواجه شوند. برخی شرکت‌ها به همراه حق انحصاریشان به صورت زیر قیمت به شرکت‌های چینی فروخته شدند.

## سهم بازار
در سال ۲۰۱۳ تکنولوژی‌های فیلم نازک، مسئول گسترش ۹ درصدی جهانی بودند، در حالیکه ۹۱ درصد به سیلیکون کریستالین اختصاص داشت (تک سیلیکونی و چند سیلیکونی). ۵ درصد کل بازار، تلورید کادمیوم که نیمی از بازار فیلم نازک را در دست دارد، دو درصد برای CIGS و ۲ درصد هم برای سیلیکون امورف.

### مس ایندیوم گالیوم سلناید(CIGS)
چندین تولیدکنندهٔ مطرح نتوانستند فشار موجود به دلیل پیشرفت‌ها در تکنولوژی سنتی c-Si در سال‌های اخیر را تحمل کنند. شرکت Solyndra تمام فعالیت‌های تجاری اش را متوقف و برای فصل ۱۱ در سال ۲۰۱۱ اعلام ورشکستگی کرد. Nanosolar تولیدکننده‌ای دیگر CIGS، شرکت خود را در سال ۲۰۱۳ تعطیل کرد. اگر چه هر دوی این شرکت‌ها سلول‌های خورشیدی CIGS تولید می‌کردند، مشخص شد که شکست این شرکت‌ها در نتیجهٔ تکنولوژی نبوده بلکه به دلیل خود شرکت‌ها بوده‌است، به دلیل استفاده از معماری ای ناقص، برای مثال مواد استوانه‌ای Solyndra. یکی از برزگترین تولیدکنندگان فتوولتائیک CIGSشرکتی ژاپنی به نام Solar Frontier با ظرفیت تولید در مقیاس گیگا وات می‌باشد.

### تلورید کادمیوم (CdTe)
شرکت First Solar، تولیدکنندهٔ اصلی تلورید کادمیوم، تعدادی از بزرگترین نیروگاه‌های خورشیدی جهان را ساخته‌است، از جمله Desert Sunlight Solar Farm و Topaz Solar Farm، هر دوی این نیروگاه‌ها در صحرای کالیفرنیا قرار دارند با طرفیت ۵۵۰ مگا وات برای هر کدام، و همچنین نیروگاه خورشیدی Nyngan در استرالیا، که بزرگترین ایستگاه PV در نیمکرهٔ جنوبی می‌باشد، وانتظار می‌رود در سال ۲۰۱۵ تکمیل شود. در سال ۲۰۱۱، GE از طرحی ۶۰۰ میلیون دلاری برای نیروگاه جدید سلول خورشیدی تلورید کادمیوم خبر داد و در سال ۲۰۱۳، First Solar مالکیت معنوی تلورید کادمیوم GE را خریداری کرده و شراکت تجاری ای را شکل داد. در سال ۲۰۱۲، Abound Solar، تولیدکنندهٔ ماژول‌های تلورید کادمیوم، ورشکسته شد.

## بازار سیلیکون امورف (a-Si)
در سال ۲۰۱۲، ECD Solar، یکی از تولیدکنندگان قدیمی مطرح تکنولوژی a-Si، در میشیگان، آمریکا اعلام ورشکستگی کرد.OC Oerlikon سوییس، بخش خورشیدی خود را که سلول‌های تاندوم a-Si/Mc-Si تولید می‌کرد را به Tokyo Electron Limited واگذار کرد. در سال ۲۰۱۴، شرکت قطعات الکترونیکی و نیمه هادی ژاپنی، بسته شدن برنامه توسعه فناوری میکرومورف را اعلام کرد. دیگر شرکت‌هایی که بازار فیلم نازک سیلیکون امورف را رها کردند شامل DuPont, BP, SpectraWatt, Flexcell, Inventux, Pramac, Schuco, Sencera, EPV Solar ,NovaSolar می‌باشند. Suntech Power در سال ۲۰۱۰ تولید ماژول‌های a-Si را متوقف کرده و بر پنل‌های خورشیدی سیلیکون کریستالین تمرکز کرد. در سال ۲۰۱۳، Suntech در چین اعلام ورشکستگی کرد. در اگوست سال ۲۰۱۳، قیمت بازار راکد فیلم نازک a-Si و a-Si/M-Si به ترتیب به ۰٫۳۶ و ۰٫۴ یورو کاهش یافت. (در حدود ۰٫۵۰ و ۰٫۶۰ دلار برای هر وات)